# Бешты
Бе́шты (укр. Бешти) — село,
Выришальненский сельский совет,
Лохвицкий район,
Полтавская область,
Украина.
Код КОАТУУ — 5322681902. Население по переписи 2001 года составляло 170 человек.

## Географическое положение
Село Бешты находится в 0,5 км от села Потоцковщина и в 1 км от сёл Выришальное и Слюзиха.
Рядом проходит железная дорога, станция Сенча в 3-х км.

## Экономика
- Свинотоварная ферма.